# Mario Casavecchia
Mario Casavecchia es un deportista italiano que compitió en tiro con arco, en la modalidad de arco recurvo.
Ganó una medalla de bronce en el Campeonato Mundial de Tiro con Arco en Sala de 2001, una medalla de oro en el Campeonato Europeo de Tiro con Arco al Aire Libre de 1998 y dos medallas de oro en el Campeonato Europeo de Tiro con Arco en Sala, en los años 1998 y 2002.

## Palmarés internacional
| Campeonato Mundial en Sala       | Campeonato Mundial en Sala | Campeonato Mundial en Sala | Campeonato Mundial en Sala |
| Año                              | Lugar                      | Medalla                    | Prueba                     |
| -------------------------------- | -------------------------- | -------------------------- | -------------------------- |
| 2001                             | Florencia (Italia)         | Medalla de bronce          | Equipo                     |
| Campeonato Europeo al Aire Libre |                            |                            |                            |
| Año                              | Lugar                      | Medalla                    | Prueba                     |
| 1998                             | Boé/Agen (Francia)         | Medalla de oro             | Equipo                     |
| Campeonato Europeo en Sala       |                            |                            |                            |
| Año                              | Lugar                      | Medalla                    | Prueba                     |
| 1998                             | Oldenburgo (Alemania)      | Medalla de oro             | Equipo                     |
| 2002                             | Ankara (Turquía)           | Medalla de oro             | Equipo                     |